# Точка світла (Дискавері)

## Про епізод
Точка світла — вісімнадцятий епізод американського телевізійного серіалу «Зоряний шлях: Дискавері» та третій в другому сезоні. Епізод був написаний Ендрю Колвіллом а режисував Олатунде Осунсанмі. Перший показ відбувся 31 січня 2019 року. Українською мовою озвучено студією «ДніпроФільм».

## Зміст
Бернем у особистому щоденнику оповідає, як намагається розгадати загадку Семи сигналів — щоб розгадати загадку названого брата Спока. Тіллі під час тренування знову ввижається померла колежанка Мей. Однак Тіллі таки змогла наздогнати суперників і перемогти в марафоні. Невідомий корабель наближається — і не відповідає на запити «Дискавері». Мати Спока Аманда Грейсон дізнається, що він утік з психіатричної палати і розшукується за вбивство трьох лікарів. Вона викрадає його медичні картки і везе їх на «Дискавері» для розшифруваня, подорожуючи кораблем Спока.
На Кроносі Верховний Канцлер клінгонів Л'Релл і факелоносець з тілом Еша Тайлера представляють главам родів нові кораблі Клінгонського флоту. Тайлер вимагає від клінгона стерти з лиця бойове розфарбування — і демонструє, що захищатиме Канцлера.
Бернем приводить Аманду до Пайка — він відмовляється відкрити викрадений файл. Пайк спілкується з офіцером Брайсом зі станції № 5. Аманда відмовляється визнати причетність Спока до вбивства трьох лікарів. Пайк підозрює що розслідування щодо Спока ведеться не зовсім коректно — і наказує Бернем увійти до медичного файла її брата.
Грейсон впізнає в записах з дитинства Спока малюнок — Червоний Ангел. Еш Тайлер викликає на зв'язок Бернем і повідомляє — становище Л'Релл хитке; голови кланів хочуть відновити війну.
Пайк розпочинає заняття кадетів — Мей наполегливо намагається заговорити із Тіллі. Мей стає настільки реальною, що Тіллі звертається до неї — монолог кадетки помічає капітан Пайк. Тіллі зривається і сперечається із Мей — їй навіщось потрібен капітан — але не Пайк.
Голова клінгонського клану Кол-Ша погрожує вбити офіцера Зоряного флоту Еша Тайлера — колишнього клінгона Вока — та лідера клінгонської імперії Л'Релл за те, що вони мають таємну дитину.
Бернем зізнається, що емоційно поранила Спока, коли він був молодим — щоб захистити його від логіки екстремістів Вулкана. Саме тоді Споку явився Червоний Ангел і повідомив місцезнаходження Майкл. Бернем хоче знайти Спока — проте Аманда сама береться зробити це.
Еш і Верховний Канцлер виявляють зникнення дитини — її викрав бунтівний голова клану. Він пропонує повернути дитину в обмін на передачу влади до його рук.
Тіллі приходить до Майкл — і в цей час із нею знову говорить привид Мей. Курсантка повідомляє Майкл — після розряду темної матерії вона почала бачити примару. Майкл вважає — матерія астероїда зреагувала в присутності спор і Тіллі треба не до лікаря — а до Стамеца.
Тайлер і Л'Релл б'ються з воїнами противника із затятістю приречених. Вони паралізовані силовим полем і майже загинули — і тут вбивають Кол-Ша за допомогою Філіппи Джорджі, імператриці Дзеркального Всесвіту, а тепер агентки 31-го відділу Зоряного флоту.
При обстеженні в медлабі у Тіллі повторюються галюцинації. Стамец стверджує — в її тілі оселився еукаріотичний організм. Наукоаець стверджує — це міжпросторовий гриб-паразит. Бернем та інженер Пол Стамец використовують темну речовину для виведення паразита з Тіллі, що спричинив її галюцинації.
Намагаючись утримати владу, Л'Релл переконує Вищу раду Клінгона в тому, що Тайлер і дитина мертві. Вона показує голови мертвих Еша й дитини і каже — Кол-Ша врятував Канцлера ціною свого життя. Відтепер вона — Матір клінгонів. Джорджі доставляє дитину в монастир і вербує Тайлера до відділу 31.

## Сприйняття та відгуки
Станом на березень 2021 року на сайті «IMDb» серія отримала 6.4 бала підтримки з можливих 10 при 3383 голосах користувачів. На «Rotten Tomatoes» 85 % схвалення при відгуках 13 експертів. Резюме виглядає так: «Спока все ще немає, але „Точка Світла“ відбувається з несподіваним вступом, який компенсує різновеликі історії та дивне захоплення епізоду обезголовленням».
Оглядач «IGN» Скотт Коллура зазначав: «„Дискавері“ багато вклав в сегмент цього тижня. Кожна нитка сюжету запропонувала кілька чудових моментів, а також емоційних ударів, продовжуючи тенденцію сезону, що створюється справді хороший Трек».
В огляді Раяна Брітта для «Den of Geek» зазначено: «Мені не сподобався епізод. „Зоряний шлях: Дискавері“ стає поганою мильною оперою»/
Деррен Френіч в огляді для «Entertainment Weekly» зазначав: «„Точка Світла“ — це млява, кровоточива казка про людські бажання та спорові примари».

## Знімались
- Сонеква Мартін-Грін — Майкл Бернем
- Даг Джонс — Сару
- Ентоні Репп — Пол Стамец
- Мері Вайзман — Сільвія Тіллі
- Шазад Латіф — Еш Тайлер
- Енсон Маунт — Крістофер Пайк
- Мішель Єо — Філіппа Джорджі
- Міа Кіршнер — Аманда Грейсон
- Алан Ван Спренг — Леланд
- Мері К'єффо — Л'Релл
- Баїя Вотсон — Мей
- Ганна Чізман — лейтенантка Ейріам
- Емілі Коуттс — Кейла Делмер
- Патрік Квок-Чун — Ріс
- Ойін Оладейо — Джоан Овосекун
- Ронні Роу — лейтенант Брайс
- Дейв Томлінсон — Лінус